# Пуково (Порховский район)
Пуково — деревня в Порховском районе Псковской области. Входит в состав сельского поселения «Славковская волость».
Расположена в западной части района, в 5 км к северо-востоку от волостного центра, села Славковичи и в 34 км юго-западнее города Порхов. Западнее находится деревня Скрипово, восточнее — деревня Боровики, на севере (за рекой Петенкой) — деревня Ольхово.

## Население
| 2001 | 2002 | 2010 |
| ---- | ---- | ---- |
| 291  | ↘230 | ↘81  |